# Bettina Stagñares

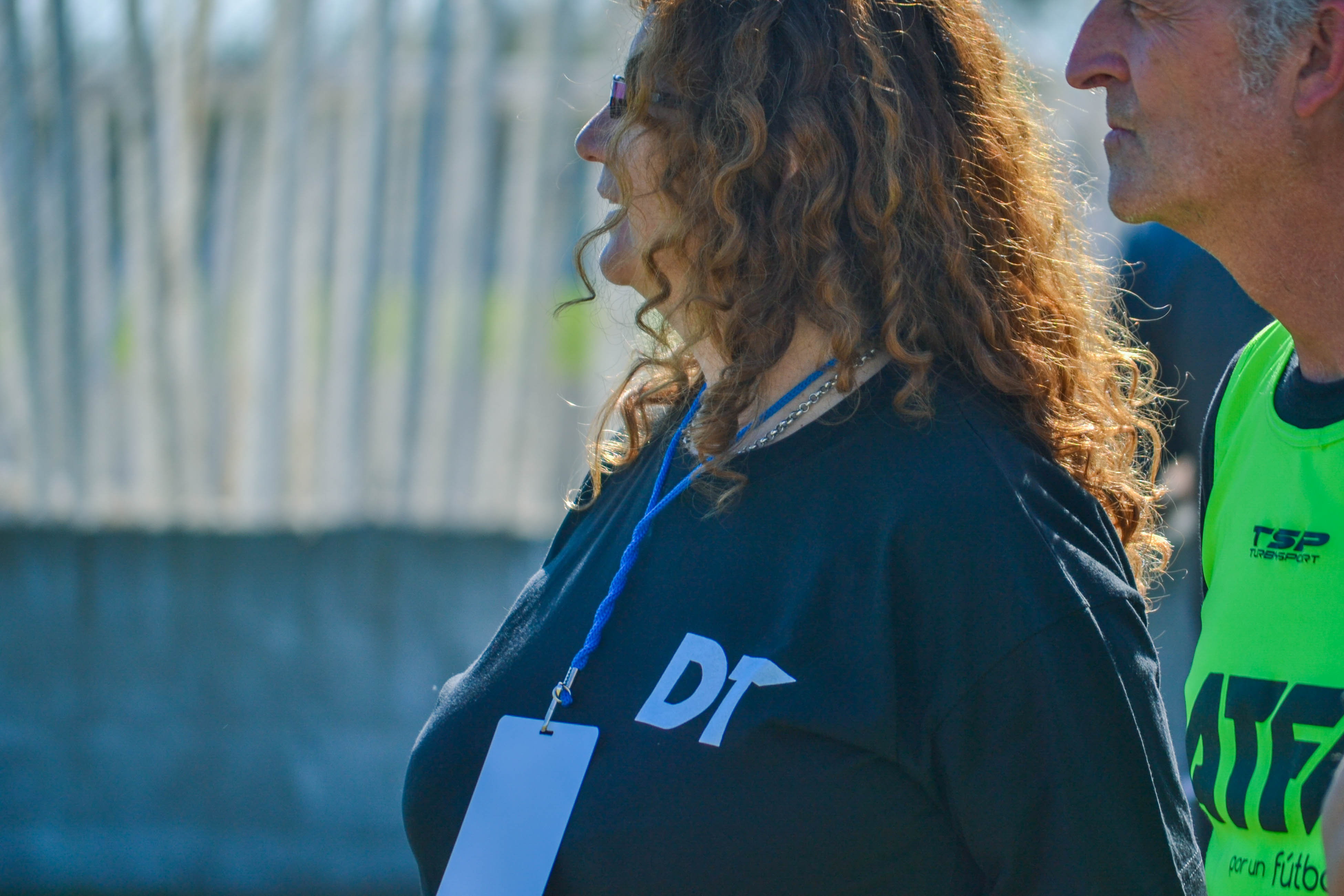
Bettina Stagñares, durante el Primer Congreso Nacional de Directoras Técnicas, organizado en Santa Fe, en 2019.

Bettina Stagñares (1967, La Plata, Buenos Aires, Argentina) es una exfutbolista y entrenadora argentina con una destacada y amplia trayectoria como directora técnica en la Primera División Femenina dirigiendo la sección del Club Estudiantes de La Plata. Se desempeña actualmente como mánager y coordinadora general de esta disciplina en dicha institución.

## Trayectoria
Su carrera deportiva en el fútbol femenino se desempeñó íntegramente en el Club Estudiantes de La Plata, que en esta sección participa del Campeonato de Primera División organizado por la Asociación del Fútbol Argentino, profesional desde la temporada 2019/20.
Comenzó como futbolista del club en 1997, siendo una de las pioneras e impulsoras de la creación de la sección de fútbol femenino en la historia de Estudiantes de La Plata. Integró el plantel que se consagró subcampeón del Torneo Apertura 2011, la mejor posición de la historia del fútbol femenino del club.
Tras terminar su carrera como futbolista, se convirtió en 2005 en la entrenadora del equipo de Primera División de Estudiantes, manteniéndose en el cargo durante catorce temporadas. Durante esos años, fue la única mujer entrenadora dirigiendo en la máxima categoría del fútbol femenino.